# Joseph A. Golden
Joseph A. Golden (1897 - 8 de julho de 1942) foi um cineasta, roteirista cinematográfico e dramaturgo estadunidense. Entre 1907 e 1920 dirigiu 75 filmes, escreveu 13 roteiros e produziu um filme. Escreveu 16 peças teatrais, três delas em colaboração com Will M. Cressy.

## Biografia
Em 1907, Joseph A. Golden foi contratado como um dos diretores da Biograph Company, mas eventualmente trabalhou e escreveu roteiros para a Centaur, de David Horsely e para a Nestor Company. Golden experimentou a literatura e, ainda em 1907, apresentou três peças dramáticas para a Biblioteca do Congresso, The Burglar and the Baby, The Lord and the Lady e Wenonah, e em 1908 e 1909, apresentou diversos outros dramas para teatro.
Em 1909, foi formada por Patrick Anthony Powers a Powers Company, com escritório em Wakefield, Nova Iorque e, ainda em 1909, Powers e Irving Cummings abriram um novo estúdio em Mount Vernon, Nova Iorque, perto do Bronx, com Joseph A. Golden como diretor e Ludwig G. B. Erb como cameraman, e foram produzidos alguns filmes.

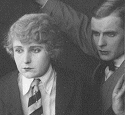
Cena de The Exploits of Elaine, filme de 1915 com Pearl White, atriz que foi atribuidamente descoberta por Golden.

Em 1910 a Powers Company mudou seu nome para Powers Picture Plays, e Golden foi um de seus primeiros diretores. Ainda em 1910, Golden foi o diretor do primeiro filme da Pathé, The Girl from Arizon.

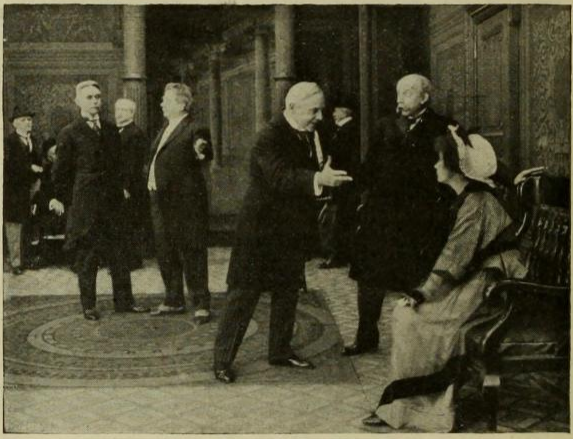
Cena do filme The Senator, de 1913, dirigido por Golden.

Em novembro de 1911, foi formada a Crystal Film Company por Ludwig Erb como presidente e Golden como diretor. Ainda em novembro de 1911, a Sales Company se filiou à Crystal.
Em 1912, Edwin S. Porter estava filmando The Count of Monte Cristo, e contratou Golden como co-diretor devido à sua experiência.
Em 11 de setembro de 1912, o drama Nadine, de autoria de Golden, foi teatralizado sob o título The Countess Nadine, no Proctor’s Fifth Avenue Theatre. Dois anos depois, em 3 de fevereiro de 1914, a peça foi relançada no Palace Theatre, em Nova Iorque.
Foi atribuída a Golden, também, a descoberta da atriz Pearl White. White procurava um emprego de secretária na Powers Picture Plays, quando foi notada por Golden, que procurava com afinco uma atriz para o papel feminino do western The Life of Buffalo Bill (1912).
Em 1918 a Western Photoplays Inc., sob responsabilidade de Golden e A. Alperstein, aliou-se à Pathé para produzir dois seriados. Golden escreveu, produziu e dirigiu o seriado Wolves of Kultur. Ainda em 1918, a Western saiu do ramo cinematográfico, e deixou o outro seriado, The Great Gamble, inacabado, tendo sido completado, então, pela Astra Film Corporation.
Além de roteirizar e dirigir vários filmes, Golden produziu um único filme, Divorced, em 1915, pela Triumph Films.
Golden faleceu em Los Angeles, em 8 de julho de 1942, aos 45 anos.

## Vida familiar
O Ellensburg Daily Record, datado de 27 de julho de 1979, noticiou a morte, aos 90 anos de idade, de Erna Margaret Golden (1888-1979), esposa de Joseph A. Golden, em Ellensburg, no Kittitas Valley Community Hospital. Erna foi uma educadora em artes e línguas. Quando estudava na Europa, em Paris foi professora das filhas do defensor de Dreyfuss, Ferdinand Labori, no famoso Caso Dreyfus. Retornou aos Estados Unidos devido à Primeira Guerra Mundial, e casou com Joseph A. Golden. Joseph e Erna tiveram uma filha, Odette, que foi professora de francês e literatura na Universidade de Washington. Odette nasceu em 19 de novembro de 1922, em Nova Iorque, e faleceu em 9 de maio de 2005.

## Filmografia parcial
- The Hypnotist's Revenge (1907)
- The Tired Tailor's Dream (1907)
- Terrible Ted (1907)
- His Mother's Letter (1910)
- The Girl from Arizona (1910)
- The Horse Shoer's Girl (1910)
- The Burlesque Queen (1910)
- The Matinee Idol (1910)
- The Music Teacher (1910)
- A Woman's Wit (1910)
- The New Magdalene (1910)
- The Woman Hater (1910)
- When the World Sleeps (1910)
- An Unforeseen Complication (1911)
- Home Sweet Home (1911)
- Helping Him Out (1911)
- The Angel of the Slums (1911)
- A Novel Experiment (1911)
- Montana Anna (1911)
- The Visiting Nurse (1911)
- The Mission Worker (1911)
- The Stepsisters (1911)
- The New Editor (1911)
- His Birthday (1911)
- Two Lives (1911)
- The Warrant (1911)
- Memories of the Past (1911)
- The Tale of a Soldier's Ring (1911)
- The Flaming Arrows (1911)
- A Fair Exchange (1911)
- The Message of the Arrow  (1911)
- A Tennessee Love Story  (1911)
- A Prisoner of the Mohicans  (1911)
- For Massa's Sake  (1911)
- Told in Colorado  (1911)
- Why the Sheriff Is a Bachelor  (1911)
- Love Molds Labor  (1911)
- Western Hearts  (1911)
- The Terms of the Will  (1911)
- The Power of Love  (1911)
- Love's Renunciation  (1911)
- The Reporter  (1911)
- The Lost Necklace  (1911)
- Her Little Slipper  (1911)
- For the Honor of the Name   (1912)
- A Nation's Peril   (1912)
- The Arrowmaker's Daughter   (1912)
- The Hand of Destiny   (1912)
- Pals  (1912)
- The Man from the North Pole   (1912)
- The Girl in the Next Room   (1912)
- Oh, Such a Night!  (1912)
- The Gypsy Flirt  (1912)
- The Quarrel  (1912)
- Locked Out (1912)
- The Compact  (1912)
- The Eye of a God  (1913)
- The Secret Formula  (1913)
- The Count of Monte Cristo  (1913) [21]
- Hearts and Flowers  (1914)
- Fine Feathers  (1915)
- The Price  (1915)
- The Better Woman  (1915)
- Not Guilty  (1915)
- The Senator   (1915)
- The Exploits of Elaine (1915)[16]
- The New Exploits of Elaine (1915)[16]
- The Romance of Elaine (1915)[16]
- Beatrice Fairfax (1916)[16]
- Love's Crossroads  (1916)
- Behind Closed Doors (1916)
- The Prima Donna's Husband (1916)
- The Libertine  (1916)
- The Law of Compensation  (1917)
- Redemption (co-dirigido por Julius Steger) (1917)
- Wolves of Kultur  (1918)
- The Great Gamble  (1919)
- The Whirlwind (1920)

## Peças teatrais
Fonte: 
- The Burglar and the Baby (1907)
- The Lord and the Lady (1907)
- Wenonah (1907)
- His Affinity (1908)
- His Mexican Bride (1908)
- How Matilda Got a Husband (1908)
- Husbands Made to Order (1908)
- I Must Marry (1908)
- The Octopus (1908)
- Christmas Chimes (1909)
- Dan Briggs, Sheriff (1909) (com Will M. Cressy)
- Love by Wireless (1909)
- Madame Nadine (1909)
- O.K. Girl (1909) (com W. M. Cressy) [22]
- Red Parrot (1909) (com W. M. Cressy)
- Aunt Emmeline (1915)